# Phthonandria cuneilinearia
Phthonandria cuneilinearia är en fjärilsart som beskrevs av Alfred Ernest Wileman 1911. Phthonandria cuneilinearia ingår i släktet Phthonandria och familjen mätare. Inga underarter finns listade i Catalogue of Life.